# Martynas Pocius
Martynas Pocius (Vilnius, 28 aprile 1986) è un ex cestista lituano.

## Carriera
Con la Lituania ha disputato i Giochi olimpici di Londra 2012, due edizioni dei Campionati mondiali (2010, 2014) e due dei Campionati europei (2011, 2013).

## Palmarès
- Campionato lituano: 3

Žalgiris Kaunas: 2010-11, 2013-14, 2015-16
- Campionato spagnolo: 1

Real Madrid: 2012-13
- Lega Baltica: 2

Žalgiris Kaunas: 2009-10, 2010-11
- Coppa di Lituania: 1

Žalgiris Kaunas: 2011
- Copa del Rey: 1

Real Madrid: 2012
- Supercoppa spagnola: 1

Real Madrid: 2012